# 라이프 이즈 스트레인지 (비디오 게임)
《라이프 이즈 스트레인지》(Life Is Strange)는 돈노드 엔터테인먼트 개발, 스퀘어 에닉스 배급의 그래픽 어드벤처 게임이다. 마이크로소프트 윈도우, 플레이스테이션 3, 플레이스테이션 4, 엑스박스 360, 엑스박스 원, iOS, 안드로이드로 출시.
총 다섯 에피소드로 구성된 게임으로서 2015년에 걸쳐 한 에피소드씩 차례차례로 공개되었다. 본작의 주인공은 18살짜리 사진학도 맥스 콜필드. 맥스는 우연히 어떤 때든지 시간을 되감을 수 있는 능력을 깨우치고, 이후 능력을 사용해서 내린 결정들이 곧 나비효과를 불러일으킨다. 폭풍이 마을을 향해 불어닥치는 환상을 목격한 이후, 맥스는 마을을 이로부터 지켜야 할 의무를 지게 된다. 본작의 플레이어가 내린 행동들은 줄거리를 개변시키게 되며, 아울러 시간을 되돌림으로써 내린 결정조차도 되결정하는 것이 가능하다.
본작의 개발은 2013년 4월경 비롯되었다. 에피소드식 게임이 된 것은 재정, 창작적 요건이 작용했기 때문이다. 제작진은 본작의 무대가 될 태평양 북서부를 직접 현장답사하였고, 또한 등장인물을 만듦에 있어서는 전형적인 것을 피하려고 했다. 플레이어의 조언을 얻어 에피소드를 곳곳이 수정하기도 했다. 본작의 가장 중심되는 요소는 바로 이야기와 인물호.
본작은 등장인물의 성장이며, 시간 되감기라는 메커니즘이며, 터부시되는 제재의 사용에서 호평을 받았으나, 일변 은어를 사용했다든가, 초기 에피소드에서 립싱크가 허술했다든가, 뚱딴지같이 분위기가 급반전된다든가 하는 점에서 혹평을 받았다. 올해의 게임, 목록에서 얻은 상개수만 75개, 판매량은 2017년 5월 현재 300만장. 프리퀄되는 《라이프 이즈 스트레인지: 비포 더 스톰》이 2017년 5월부터 출시되었고, 또한 속편되는 《라이프 이즈 스트레인지 2》가 2018년 9월부터 출시되었다.

## 게임플레이

플레이어는 일어난 일을 되감을 수 있지만, 되돌아갈 수 있는 시간엔 한도가 있다.

본작은 삼인칭시점을 도입한 그래픽 어드벤처 게임이다. 시간 되돌림이라는 메커니즘을 통해 플레이어는 이미 결정해 버린 결정조차도 되돌려 버리는 것이 가능하다. 또한 플레이어는 사물을 조사, 상호작용하여 퍼즐(페치 퀘스트의 형식)을 풀게 되어 있으며, 이로써 환경의 변화가 가능하다. 또 가령 아이템을 습득한 후 시간을 되돌렸다 하더라도 그 아이템은 고스란히 인벤토리에 남게 된다.
플레이어는 아카디아 만(灣)이라고 하는 가상의 장소의 각지를 돌아다니게 되며, 또한 논플레이어 캐릭터와 소통하게 된다. 이들과 나눈 대화조차도 되감아 버리는 것이 가능하다. 이러한 대화의 경우 분기적 선택을 쓰고 있다. 본작에서 한 가지의 사건을 되돌렸다고 하면, 되돌리기 전에 얻어뒀던 정보 따위를 유용하게 써먹을 수도 있게 된다. 또한 대화상에서 내린 결정은 이후 이야기의 흐름을 단기적, 혹은 장기적으로 바꾸어 버리게 된다. 이러한 결정의 결과는 가령 단기적으로는 좋을 수 있지만, 장기적으로는 나쁠 수 있다.

## 줄거리
본작의 무대는 오리건주의 가상의 아카디아 만. 주인공은 2013년 10월 현재 블랙웰 아카데미의 12학년인 맥신 "맥스" 콜필드. 마크 제퍼슨이 지도하는 사진 수업 와중, 맥스는 웬 등대가 토네이도에 의해 파괴되어 버리는 환상을 경험하게 된다. 마음을 진정시키려고 화장실에를 간 맥스는 우연히 그곳에서 급우 네이선 프레스콧이 잔뜩 화를 집어먹은 여자애를 죽여버린 현장을 목도한다. 바로 그 순간, 순간적으로 시간을 되감아 버리는 능력을 깨우친 맥스는 이로써 여자애를 구한다. 구하고 보니, 이 여자앤 자기의 어릴 적 친구였던 클로이 프라이스였다. 이럭저럭해서 이 둘은 다시 합치고, 등대를 둘이서 걷던 중 맥스는 자신이 시간을 되돌릴 수 있다는 사실을 고백한다. 알고 보니, 맥스가 본 "마을을 향해 몰려오는 폭풍"의 환상은 미래에 있을 일을 예견하는 것에 가까웠다. 이튿날 맥스는 자기의 급우 케이트 마시가 파티에서 여러 동급생들과 키스를 했단 내용이 담긴 바이럴 비디오에 괴롭힘을 당하고 있음을 발견한다.
연후 클로이 어머니가 하는 식당에서 클로이를 찾은 맥스. 둘이는 맥스의 힘을 시험해 보기로 결정, 클로이의 비장의 고철하치장을 방문한다. 그렇게 해 보던 중, 능력을 과용한 나머지 맥스는 코피를 흘리곤 쓰러지고 만다. 이후 정신을 되찾은 맥스를 클로이는 블랙웰로 데려다 준다. 학교에 와서 수업을 듣기도 잠시, 학생들의 소란에 수업은 멈춰 버리고 그 사품에 맥스도 마당을 향한다. 케이트가 여기숙사의 옥상에서 떨어져 자살하려던 것을, 간신히 시간을 되돌려 살려 놓지만, 어찌된 영문인지 시간도 함께 멈춰 버리고, 이 틈을 도와 맥스는 옥상까지 올라가 케이트와 대치한다. 맥스는 여기서 케이트의 생사가 걸린 결정을 내린다. 맥스는 케이트에게 있었던 일이며, 클로이의 실종된 친구 레이첼 앰버는 어떻게 되었으냐의 의문을 풀기로 작정한다. 맥스와 클로이 두 사람은 한밤을 도와 교장실에 침입하여 조사를 감행, 더하여 교내 수영장에서 수영마저 하지만, 본교의 수위장이자 클로이의 의붓아버지되는 데이비드 매드슨의 등장으로 클로이의 집까지 줄달음을 쳐 버린다. 이튿날 아침, 둘이는 마약 판매상에 레이첼의 친구인 프랭크 바우어스의 모터홈을 숨어 든다. 이곳에서 둘은 레이첼이 클로이한테는 비밀로 그와 관계하고 있었다는 사실을 알게 되고, 이에 클로이는 화가 북받쳐서 자리를 박차고 떠나 버린다. 맥스는 기숙사로 돌아오고, 어릴 적 그랑 클로이가 같이 찍었던 사진을 들여다 본다. 그러자 갑자기 사진이 찍혔던 바로 그날로 돌아가게 된다. 맥스는 이 기회를 도와 클로이의 친아버지 윌리엄이 교통사고를 당하는 것을 막고 대체현실을 만들게 된다. 그렇지만 바뀐 현실로 돌아왔을 때, 윌리엄이야 버젓이 살아있었지만, 클로이는 그만 차를 몰던 중 사고를 당해 경하불수(頸下不隨)가 되고 말았다.
맥스는 사진을 다시 꺼내들고 자신의 결정을 물러 버리고, 원래의 현실로 돌아간다. 클로이는 말짱했다. 둘이는 수사를 속행, 단서를 쫓아 지역의 유지 프레스콧 가문이 소유했다는 한 버려진 헛간으로 당도한다. 이곳에서, 둘이는 숨겨진 벙커를 발견하게 되고, 그 안에서는 또 케이트와 레이첼이 포박, 마취되어 있는 사진을 발견한다. 그들이 밝혀내기로 레이첼은 클로이의 예의 고철하치장에 암장돼 있었다. 클로이는 레이첼을 발견하곤 망연자실한다. 둘이는 내이선과 결판을 짓고자 학교에서 열린 파티로 간다. 그들이 생각하기에 다음 타켓은 급우인 빅토리아 체이스라는 것이다. 이곳에서 내이선의 단서를 파괴해 버리겠다는 문자를 받은 둘은 다시 고철하치장을 향한다. 그렇게 되어 고철하치장을 두리번거리기도 잠시, 갑자기 제퍼슨이 습격해선 맥스를 마취시키고 클로이는 머리에 총을 놓아 죽이고 만다. 맥스는 납치를 당하여 "암실"에 포박되고 만다. 제퍼슨은 이곳에서 순전함을 포착하겠답시고 어린 여자들을 중독시키고 사진하고 있었다. 제퍼슨의 말로는 내이선은 자기 수하에 있던 학생인데, 맥스를 납치해 오기 전부터 죽여 버렸으며, 이것은 자기 흉내를 낸답시고 래이첼을 그만 과투여하여 죽였다는 이유랬다. 또한 원하는 사진만 나오면 너 역시 같은 전철을 밟을 것이라 했다. 맥스는 묶여진 상태로 사진 속을 들어간다. 눈을 뜬 곳은 이야기의 맨 처음에 있던 제퍼슨의 수업. 맥스는 데이비드에게 경고를 보내 제퍼슨을 구속시킨다.
맥스는 여차저차하여 샌프란시스코까지 가서, 화랑에서 자기 작품이 걸린 것도 보게 된다. 그런 중 클로이에게 걸려온 전화에서, 자기의 행동 탓으로 결국 아카디아 만에 폭풍이 닥쳤다는 소식을 듣게 된다. 맥스는 다시 또 시간을 돌려 화랑에 걸린 그 사진이 찍힌 때로 들어간다. 맥스는 여차저차 몇 번이나 대체현실을 바꿔가던 중 어떤 요지경 속 세상에도 들어갔다 나온다. 그예 다시 재회한 맥스와 클로이. 다시 등대 앞으로 돌아온 둘이는, 내이선이 클로이를 쏘아 죽였을 때 맥스가 나서 살려 버렸기 때문에 폭풍이 불러져 버렸다는, 엄연한 사실에 닥뜨린다. 폭풍을 막을 유일한 방법이란 맥스가 그때 찍은 사진으로 들어가 클로이의 죽음을 받아들이는 것이다. 맥스는 여기서 클로이를 희생해 아카디아 만을 건질 것인가, 클로이를 건져 아카디아 만을 희생할 것인가의 선택에 놓인다.

## 제작
본작은 돈노드 엔터테인먼트의 여자 주인공을 내세운 두 번째 작품이다. 동사가 공개했던 개발일지를 보면, 게임을 내줌직한 대다수의 배급사는 남자 주인공을 내세우지 않는 이상 배급을 해 주기가 어렵다고 했다 한다. 이러한 어려움은, 동사의 전작 《리멤버 미》에서도 겪었던 일이었다. 동사의 CEO인 오스카 길버트조차도 처음에는 여자 주인공을 탐탁지 않아 했다. 그중 스퀘어 에닉스만이 유일히 여자 주인공을 받아들여 줬던 배급사였던 것이다.
본작의 제작은 2013년 4월경 비롯되었다. 애초 15명으로 얼러진 팀이었지만, 이후 스퀘어 에닉스와 손을 잡게 되면서 인수가 늘었다. 동사가 밝히기로, 사실 동사는 스퀘어 에닉스에 본작보다 더 큰 프로젝트를 준비해 갔지만, 배급사는 이를 낙선시켰고, 바로 그다음에 대타로서 프레젠테이션했던 것이 바로 본작이었다고 한다. 본작의 애초의 구상은 지금처럼 뚝뚝 끊어지지도 않은 완전한 게임에다, 제작자 스스로 배급하는 것을 목적하였었으나, 배급사가 들어오고 그쪽에서 보다 더 수익성이 높은 에피소드식 게임으로 바꾸라는 지시가 있었다 한다. 그때 당시 본작의 가제는 《왓 이프》(What If). 이후 동명의 영화가 있음을 발견하고 다시 이름한 것이 지금의 제목이다.
시간 되감기라는 착상에서부터 본작은 탄생했다. 시간 되감기라는 메커니즘은 일찍이 전작 《리멤버 미》에서 시도해 봤던 것이었다. 시간을 되돌리는 능력을 깨친 주인공 맥스는, 이러한 메커니즘을 보강시키기 위해 만들어진 등장인물이었다. 에피소드식 게임이 된 것은 스튜디오의 창작, 재정적 문제, 더하여 홍보적 문제 때문이었다. 아울러 이야기를 느린 페이스로 전달하고자 하는 목적도 있었다. 본작의 무대가 태평양 북서부가 된 것은 향수를 불러일으킴과 가을 느낌을 냄에 있었다. 제작진은 직접 현지에 가서, 사진도 찍고 현지의 신문도 들여다 보고, 구글 스트리트 뷰도 이용하여 환경을 정확히 재현하려고 했다. 각본과 성우에는 일찍부터 예산의 대부분을 쏟아붇기로 했다. 원작을 쓴 이는 프랑스인 장뤼크 카노로, 이것을 부감독과 디자인부에서 게임에 맞게 개작했다. 이후 크리스천 디바인, 카노가 영어로 번역했다. 이야기와 인물호는 대개 포인트 앤 퍼즐상에서 다루어지는데, 이것은 선택과 결과를 이야기의 전개에 있어 불가분으로 맺기 위함이었다. 2014년 7월경 한나 텔이 맥스 콜필드의 오디션에 참가, 합격했고, 동시에 애슐리 버치가 맥스와 클로이 프라이스의 오디션에 참가, 클로이에 합격했다. 녹음은 캘리포니아주 로스앤젤레스에서 진행되었으며, 스카이프를 통해 제작진이 참관했다.

제5 에피소드에 쓰인 콘셉트 아트의 변전과정.

《리멤버 미》와의 다른 점이야 수없이 많겠지만, 그 주제 자체는 기억과 정체성이라는 데서 같다. 본작이 아날로그적 시점으로 인간의 정체성을 꿰어 본다면, 《리멤버 미》는 디지털적 시점으로 이를 꿰어 본다는 것이다. 본작은 언리얼 엔진 3의 개량판을 사용하고 있다. 이 개량판은 《리멤버 미》에 쓰고자 조명, 피사계심도 등 도구기능, 특수효과기능 따위를 개량해 놓은 것이다. 맥스의 시간 되돌림을 연출함에는 후처리, 이중노출, 화면공간입자중복(overlapping screen space particles) 따위의 기술을 동원했다. 본작의 텍스쳐는 일체 손으로 그린 것인데, 이는 아트부장 마이클 코흐의 이른 바 "인상주의적 표현법"에 의한 것이다. 에피소드의 곳곳마다 플레이어의 피드백을 받아 수정을 했다. 본작은 《워킹 데드》, 《곤 홈》, 《헤비 레인》 따위의 영향을 받았다. 더하여 게임플레이와 이야기를 조화로이 섞음에 있어 《단간론파》의 영향도, 주인공의 성이 똑같이 맥스인만치 《호밀밭의 파수꾼》의 영향도 있었다. 등장인물들은 전형적인 모습을 띠도록 설계되었다. 이는 플레이어에게 진입점을 만들어 주고자 한 것으로서, 이야기의 전개됨에 따라 이러한 전형성은 곧 무너지게 된다. 또한 현실주의적 표현법을 따라 초현실이라는 제재는 등장인물의 내적갈등의 메타포로서 설계되어 있다. 청소년 자살이라는 제재의 사용을 위해 전문가와도 상의를 했다. 배경음악은 밴드 시드 매터스의 단원 조너선 모레일의 작곡. 사운드트랙은 현대 인디 포크의 영향을 받은 것으로서 본작의 분위기를 드러내는 노릇을 한다. 재가를 받고 쓴 것도, 새로 작곡해서 쓴 것도 있되 참여 음악가들을 구별없이 열거하면 호세 곤잘레스, 모과이, 브레톤, 아만다 팔머, 브라이언 비그리오네, 브라이트 아이즈, 메세지 투 베어스, 로컬 네이티브스, 시드 매터스, 스파클호스, 앵커스 앤 줄리아 스톤, 알트-J, 머드 플로우, 폴스 등.

## 출시
본작은 2014년 8월 11일 공표되었다. 다섯 에피소드가 모두 출시되기까지는 2015년 1월 30일에서 동년 10월 23일까지며, PC, 플레이스테이션 3, 플레이스테이션 4, 플레이스테이션 4, 엑스박스 360, 엑스박스 원을 통해 출시되었다. 2014년 11월 배급사측에서 물리적 카피를 만드는 데 관심이 있다고 했지만, 한편으로 "디지털 출시에 완연 집중중"이라고도 했다. 2016년 1월 19일 북미에서, 2016년 1월 22일 유럽에서 PC, PS4, 엑스박스 원용의 소매판이 차례차례 출시되었다. 한정판은 아트북, 사운드트랙, 배경음악, 감독의 코멘터리를 수록한다. 일본판은 동년 3월 3일 마이크로소프트 윈도우, 플레이스테이션 3, 플레이스테이션 4로 출시되었다. 연후 페랄 인터랙티브의 포팅을 통해 2016년 6월 16일 OS X판을, 동년 7월 21일 리눅스판을 출시했다. 리눅스판의 출시와 동시 리눅스를 비롯한 일체 출시기종에서 첫 에피소드를 무기한 무료로 공개했다. 2017년 6월 플레이스테이션 플러스 이달의 무료 게임으로 선택되었다. 동년 12월 14일 블랙 윙 파운데이션의 포팅을 통해 iOS판이, 익년 2018년 7월 안드로이드판이 출시되었다.

## 평가
| 게임                          | 메타크리틱                                          |
| ----------------------------- | --------------------------------------------------- |
| 총합편                        | (PC) 83/100 (PS4) 85/100 (XONE) 85/100 (iOS) 83/100 |
| 제1편: 번데기(Chrysalis)      | (PC) 77/100 (PS4) 75/100 (XONE) 77/100              |
| 제2편: 시간초과(Out of Time)  | (PC) 77/100 (PS4) 78/100 (XONE) 73/100              |
| 제3편: 혼돈이론(Chaos Theory) | (PC) 80/100 (PS4) 81/100 (XONE) 80/100              |
| 제4편: 암실(Dark Room)        | (PC) 76/100 (PS4) 81/100 (XONE) 74/100              |
| 제5편: 양극화(Polarized)      | (PC) 83/100 (PS4) 81/100 (XONE) 80/100              |

메타크리틱이 플레이스테이션 4 및 엑스박스 원에 있어서의 본작에 100점 만점의 85점을 꼬느는 바와 같이 대체의 평가는 좋은 편이다. 본작의 립싱크라든가, 은어의 사용이라든가는 혹평당하는 부분이지만, 등장인물의 성장이라든가, 시간여행이라는 제재라든가에서는 호평받았으며, 아울러 본작과 같은 게임이 더 있었으면 한다는 말조차도 있었다. 《유로게이머》는 일컫되 "차시대 최고의 인터랙티브 스토리 게임"이라 했으며, 《하드코어 게이머》는 2015년의 소곤소곤한 히트작이라 했다. 본작은 올해의 게임 및 목록에서 75개 상을 수상했다. 2017년 4월 《엑스박스 원 UK》의 선록한 20 파운드 아래서의 엑스박스 원 게임 서열에서 1위를 했다. 요코오 타로가 가장 좋아한 플레이스테이션 4의 게임 중 하나다.

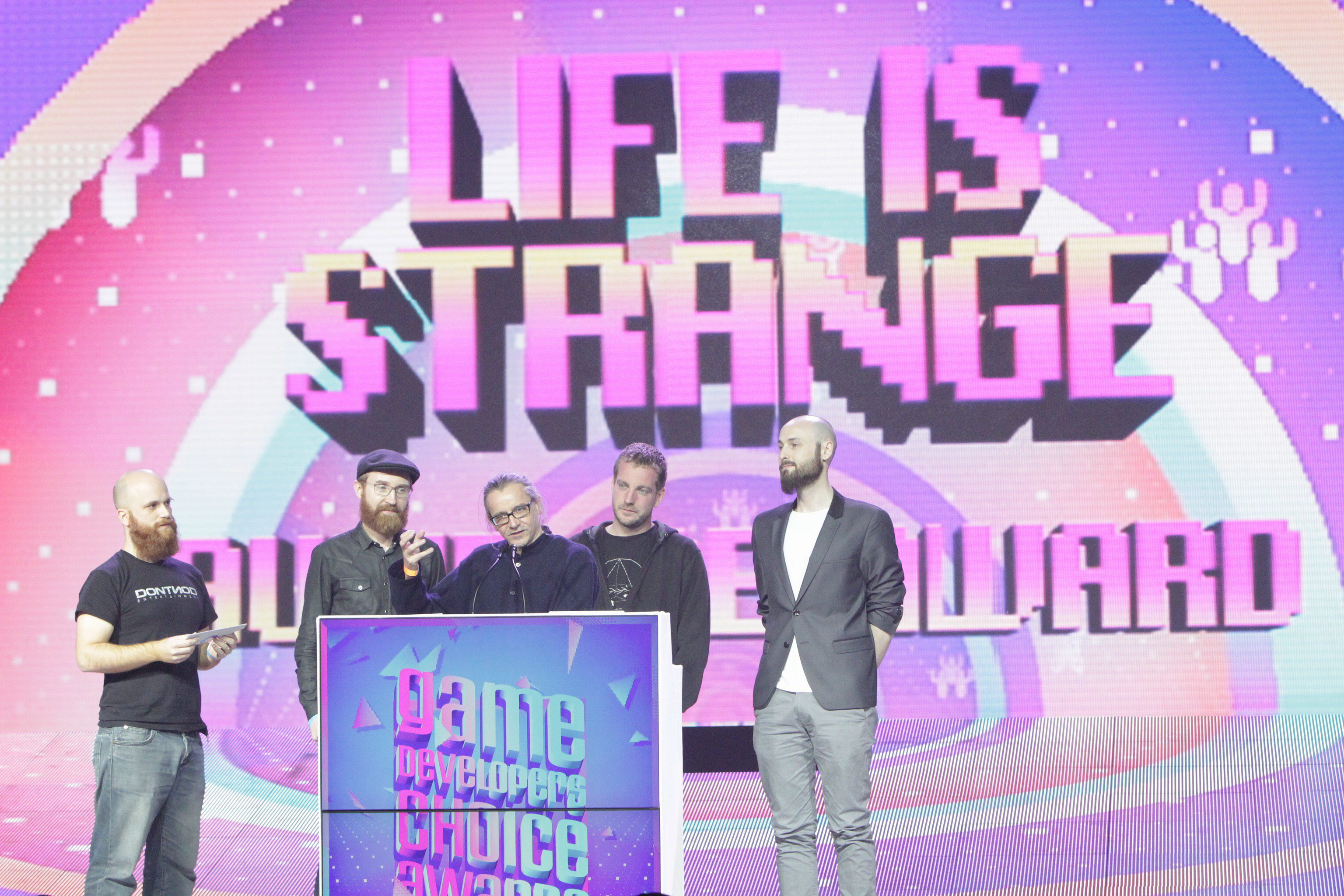
2016년 GDC에서 관객상을 수여받은 개발진.

제1편에 대하여 《게임스팟》의 케빈 반오드는 평하되 "[본편이] 다루는 이 일상물적 요소는 즉 본작이 초학생의 그 특유의 심리상태를 웅변적이리만치 잘 포착해낸 데 기대고 있다" 했으며, 《게임 인포머》의 킴벌리 월래스는 본편의 "보통 비디오 게임에서는 터부시되는 것을" 그저 솔직히 드러내고 있음에 놀랐다 했다. 《디스트럭토이드》의 브렛 마케도니스키는 평하되 본편의 가장 특유하달 것은 바로 탐구요, 이는 자기탐구나 세계탐구를 막론한다고 했다. 《IGN》의 미치 다이어는 혹평하되, 본편의 이야기가 "말같지도 않은" 각본 및 "그보다도 더 심한 연기" 때문에 오리무중 상태라고 했다.
제2편에 대하여 《폴리곤》의 메건 파로크마네쉬는 평하되 본편의 자기탐구에 대한 집중적인 다룸이야말로 본작에 있어서의 대단히 큰 즐거움이라 했다. 이 밖에도 본편의 엔딩이 "감성적으로 최고위"에 있으며, 아울러 제1과 제2편에서의 내린 결정이 이곳에서 의미있는 것으로서 드러났다는 평가가 있었다. 한편으로 《US게이머》의 마이크 윌리엄스는 본편의 진행이 제1편과 비겨 "보다 더 느리고 보다 덜 흥미롭다"고 혹평했다.
제3편에 대하여 《하드코어 게이머》의 아드난 리아즈는 본편이 "아찔하고 서러워지고 매력적이면서도 ... 고혹한" 이야기로써 대단한 진전을 이루었다고 평했으며, 이것을 또 만들어 낸 과거의 결정이 또한 현실주의적으로 보여 좋았다 했다. 《게임 레볼루션》의 피터 파라스는 본편의 등장인물의 발달상을 사뭇 높이 샀으며, 그중에서도 클로이 프라이스를 일러서는 "실로 그 자기자신의 완전한 캐릭터성을 확립시킨 듯했다" 했다. 일변 《게임스팟》의 알렉사 레이 코레아는 페치 퀘스트가 자꾸 감성적인 부분에 있어 방해를 한다 혹평했고, 파로크마네쉬는 "미치게 땀을 쥐게" 하는 전개였다 평했다.
제4편에 대하여 《게임존》의 맷 리블은 일컫되 "한마디로 가장 감성적인 편"이라 했으며, 레이첼 앰버에 관한 수수께끼에 관해서는 "우리를 몰입시키는 데에 있어 절등했다" 했다. 《더 텔레그래프》의 톰 호긴스는 이르되, 개발진들이 사회적 단절, 온라인 따돌림, 가정불화, 자살 등의 제재를 "용감히" 다뤄 나갔다 평했다. 평론가들은 또한 본작의 분위기 문제를 지적하였는데, 이는 본작의 이야기를 전개시킴에 있어서의 "천속한 방법"의 사용 및 등장인물의 불일관성 및 쇼크 밸류의 남용 등에 의한 것이라 한다. 다만 본편의 퍼즐이나 관계적 요소는 마음에 들었다 했다. 제5편, 즉 최종편에 대하여 평론가들은, 맥스 콜필드의 성년의 되기까지의 이야기에 "적당한 결말"이며 아울러 두 주역간의 관계는 썩 잘 마무리되었다 평했다. 단 잠행이 들어간 시퀸스에 대하여는 "따분"하고 "뚱딴지스"러웠다고 혹평했다. 다만 잠행을 떼놓고 보면 해당 시퀸스의 이야기는 제법이었다고 했다. 엔딩에 대해서는 훼예포폄이 갈리는 편이다.

### 판매고
제1편은 2015년 2월 플레이스테이션 3 및 플레이스테이션 4의 베스트셀링 게임에서 5위에 랭크됐다. 2015년 7월에는 백만장 판매를 돌파했다. 소매판의 경우 2016년 1월 23일의 영국의 게임 주간판매량서열에서 7위에 랭크된 바 있다. 2016년 스팀에서는 베스트셀링 톱 100 게임의 하나였다. 2017년 5월 현재 3백만 장을 넘게 판매하였다.

## 남김
본작의 재정적 성과로 돈노드 엔터테인먼트는 게임 업계에서 제법 뻐드러지게 되었다. 그 전에는 개발사 스스로 배급을 치르고자 했을 정도로 사정이 나빴는데, 이제는 배급사가 알아서 찾아와 주는 형편이 된 것이다. CEO 오스카 길버트는 본작이 《리멤버 미》에서 입은 재정적 손해에서 회사를 건져 줬다고까지 말했다.
2016년 스퀘어 에닉스는 본작에서 연유하여 "Everyday Heroes"라는 사진대회를 열고 우승자에게 만 달러 장학금을 수여했다. 아울러 동사는 본작의 주제에서 연유하여 PACER와 협력하여 따돌림 척결운동을 지원하고 있다. 지원한 금액은 25,000 달러.
2016년 7월 레전더리 디지털 스튜디오 및 스퀘어 에닉스는 본작을 디지털 시리즈로서 해 보겠다고 선언했다. 같은 자리에서 동사는 본 시리즈를 위해 벌써부터 각본을 써줌직한 작가들을 만나 봤으며, 그 무대는 아카디아 만이 될 것이라 했다. 2017년 dj2 엔터테인먼트에서 본 시리즈의 스트리밍 권리를 훌루에 매각했다. 2017년 8월 31일 덱 나인 제작의 프리퀄 《라이프 이즈 스트레인지: 비포 더 스톰》이 출시되었다. 2018년 6월 스핀오프 《더 어섬 어드벤처 오브 캡틴 스피릿》이 출시되었다. 2018년 9월 27일 《라이프 이즈 스트레인지 2》가 출시되었다. 등장인물 및 장소는 본작과 다르다.
2018년 본작의 시리즈 만화가 출시되었다. 동년 10월 타이탄 코믹스에서 출시한 본작의 "희생된 아카디아 만"을 그린 이야기다. 글쓴이는 엠마 비셀리, 그린이는 클라우디아 레오나르디, 칠한이는 안드레아 이조. 아울러 타이탄 코믹스와 스퀘어 에닉스가 손을 잡고 블랙웰 아카데미 및 아카디아 만의 마을을 다룬 《Life Is Strange: Welcome to Blackwell Academy》을 출시하기도 했다. 글쓴이는 맷 포벡.